# Посилка (консигнація)

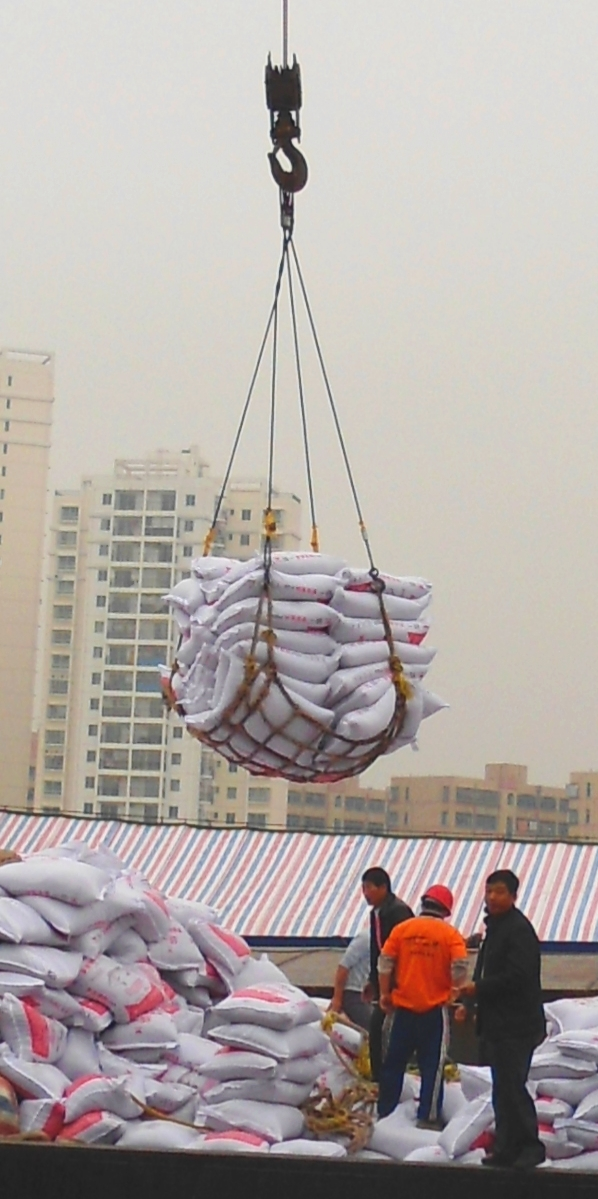
Вивантаження вантажу з корабля за допомогою вантажної сітки в новому порту Хайкоу, місто Хайкоу, Хайнань, Китай

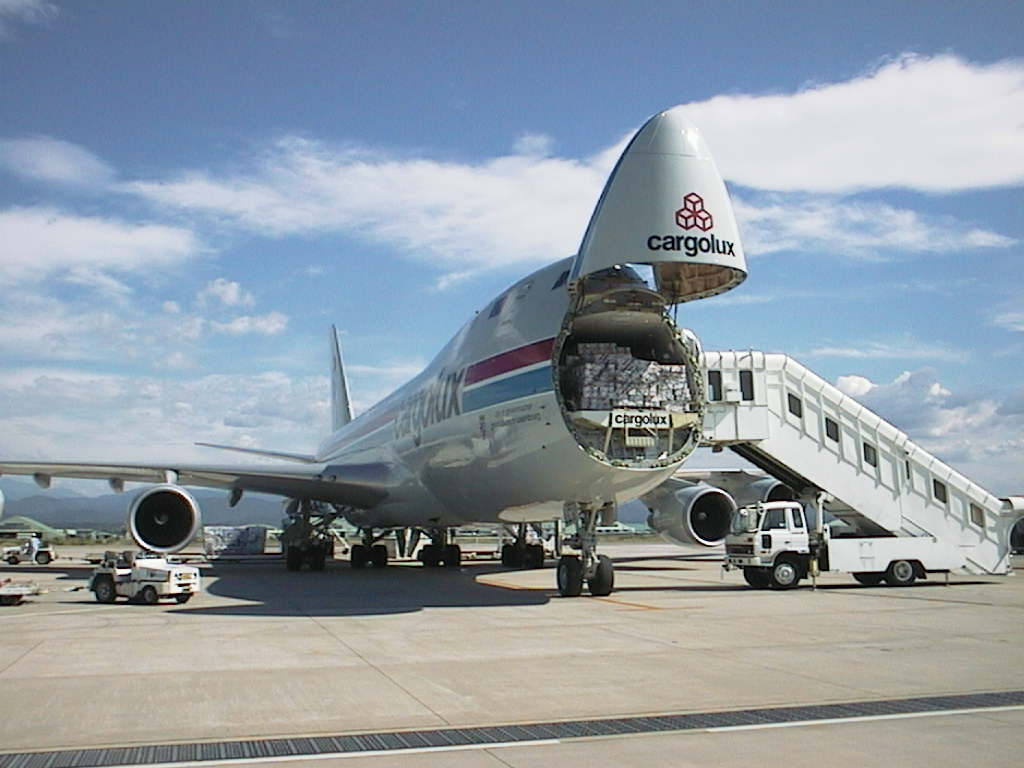
Cargolux Boeing 747-400F з відкритими носовими дверцятами завантаження

Посилка – це індивідуальна консигнація вантажу для відправлення. Ця одиниця повсякденно використовується, щоб відправляти та отримувати будь-які вантажі, будь-яких форм та розмірів. Розмір може бути від поштової посилки до 100 ящиків вина, аж до, наприклад, 4 мільйонів барелів нафти, чого достатньо, щоб заповнити супертанкер. 

## Розміри посилок
Кожен продукт має конкретний розмір посилки, яким найекономніше перевозити. Це виражається як розподіл розміру посилки. Таким чином, розмір розподілу за розмірами вугілля повністю відрізняється від розміру, який використовується для руди, зерна або цукру.
Для морських масових перевезень наведено деякі типові розміри посилок. Для вугілля від 20 тис. до 160 тис. т, але для більшості вантажів розміри посилок лежать від 150 тис. до 60 тис. т. Залізна руда транспортується насамперед в пакетах 150 000 тонн, тоді як розміри зерна від 60 000 до 25 000 тонн. При транспортуванні цукру найпоширеніші розміри посилок — близько 25 тис. тонн.
Збільшення посилок до максимально можливого розміру допомогло отримати економію від масштабу. Це сприяло економічному зростанню від використання великих суден після Другої світової війни.
Однак існує ряд факторів, які обмежують розмір посилки:
- Рівень запасу ;
- Доступна глибина ;
- Зменшення ефекту масштабу на великих суднах.

Перехід від наливного до вантажного починається, коли розміри посилок менші, ніж вантажність окремого судна. Якщо перевозять кілька посилок разом (що робить загалом необхідним використання контейнера) тоді витрати на транспортування різко зростають. З появою інтермодальних контейнерів стало можливим ефективно транспортувати менші посилки (завантаження та розвантаження), так само як вантаж також отримав вигоду від ефекту масштабу, який мав місце раніше при перевезенні наливом.

## Дивись також
- Пошта